# Runensteine von Skjern
Die Runensteine von Skjern (DR 80 und DR 81) stehen auf dem Friedhof von Skjern in Mitteljütland in Dänemark.
Der kleinere 1843 entdeckte Runenstein war zerbrochen im Karnhaus der Kirche von Skjern eingemauert worden. Er ist beschädigt und von seiner Inschrift ist lediglich zu entziffern:
„… Osbjern … seinem … Haralds …“
Der größere, ausgezeichnet erhaltene Runen- oder Maskenstein wurde in der Ruine des Skjerner Schlosses gefunden. Um eine zentrale Maskenritzung (kein Maskaron), die große Affinität mit dem Bildstein von Sjellebro hat, schlingt sich ein Runenband mit der Inschrift:
»Sasgard, Finnulvs Tochter, errichtete diesen Stein für Odinkar, den Sohn Osbjørns, den teuren und fürstengetreuen (eigentlich: fürstengläubigen). Ein Zauberer (soll) den Mann (treffen, verfluchen, verzaubern), der dieses Denkmal zerstört.«
Der Stein ist keinesfalls jünger als 950 n. Chr.

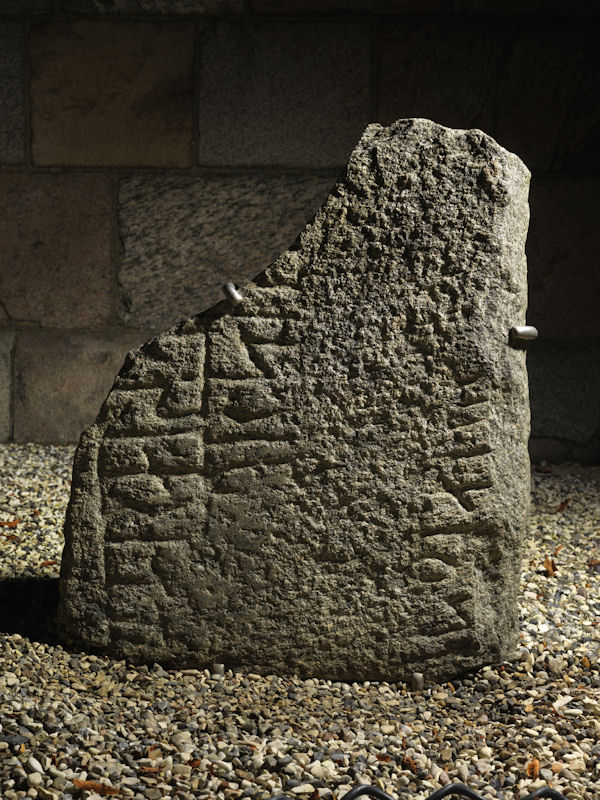
Kleiner Skjern-Stein